# Liechtenstein (hrad)
Hrad Liechtenstein leží v Dolních Rakousích, nedaleko obce Maria Enzersdorf, jež tvoří součást jižního předměstí Vídně. Je postaven na skále v nadmořské výšce cca 300 m, na východním výběžku Vídeňského lesa, v přírodním parku Föhrenberge. Ze tří stran hrad obklopuje městská zástavba.
Hrad je znám díky pořádání divadelního festivalu na počest dramatika J. N. Nestroye.

## Historie

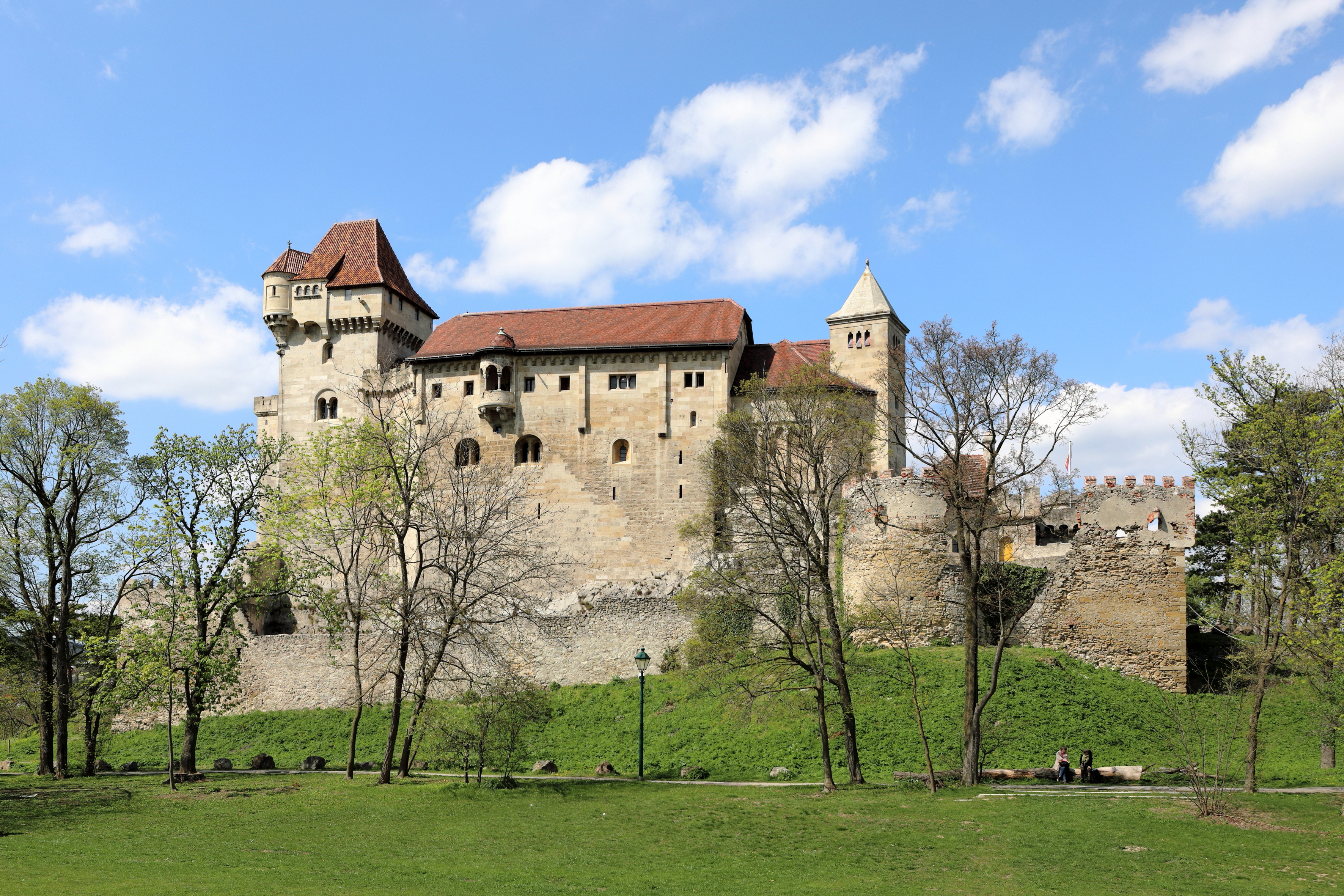
Hrad v roce 2017

První písemná zmínka je z roku 1136. Od jména hradu pochází název šlechtické rodiny Lichtenštejnů, podle které se zase jmenuje moderní Lichtenštejnské knížectví. Této rodině také hrad nejpozději od roku 1140 až do 13. století patřil. Jejím majetkem se stal znovu v roce 1807, což platí dodnes.

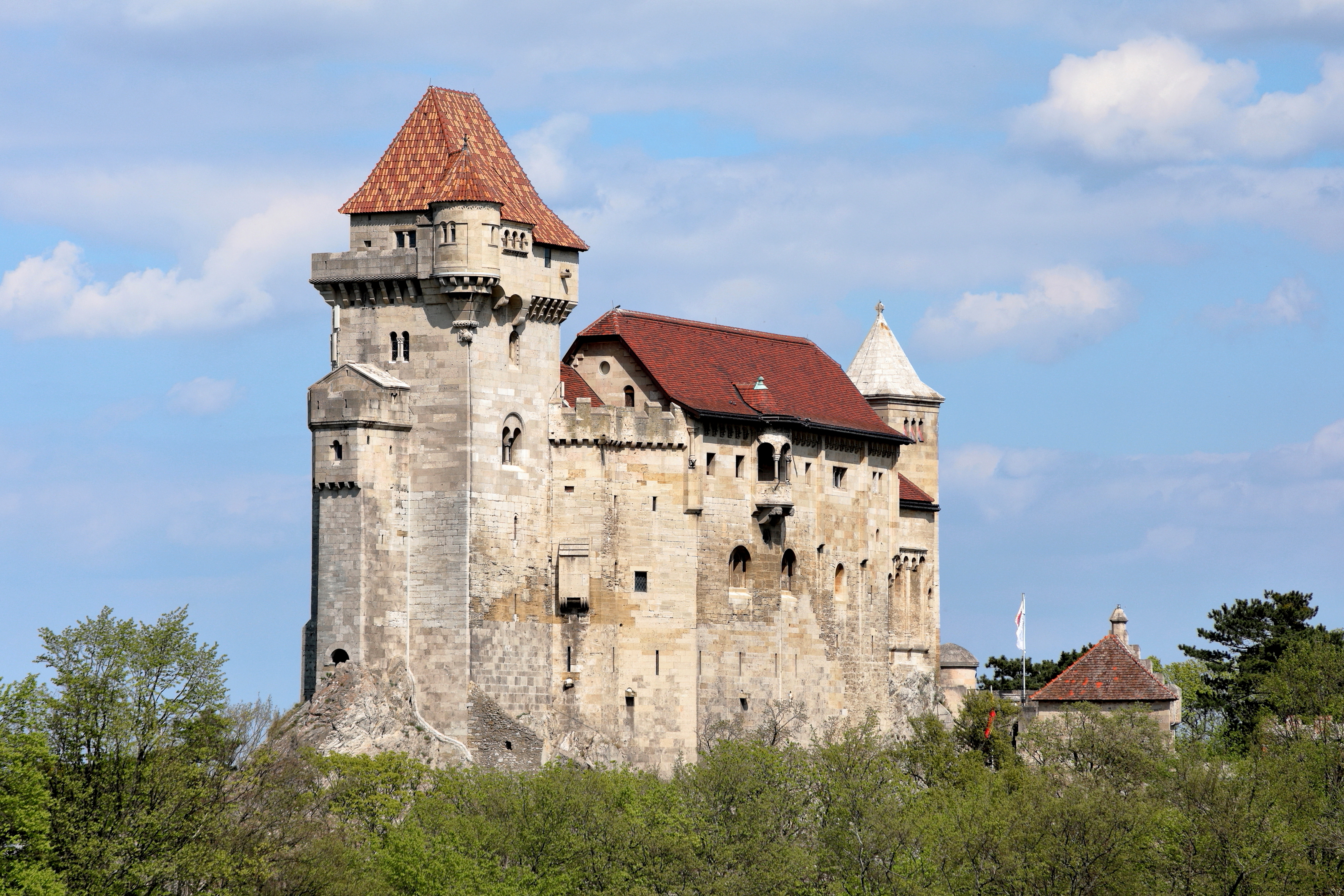
Pohled na hrad od jihozápadu

Hrad ve tvaru obranné věže s kaplí postavil kolem roku 1135 Hugo Liechtenstein. Byl součástí ochranné linie proti nepřátelům, kteří se tehdy očekávali z východu (Maďaři). Z tohoto období je do dnešních dnů dochována románská kaple svatého Pankráce (kapli stejného patrocinia má také nedaleký, jižněji situovaný hrad v Mödlingu) a části obvodových zdí v nižších patrech hradního paláce. Hrad Liechtenstein byl několikrát mezi 13. a 15. stoletím rozšiřován. Materiál na stavbu se získával ze starobylého římského kamenolomu u obce Sankt Margarethen in Burgenland. Pravděpodobně dle tohoto typicky světlého kamene je hrad pojmenován.
Hrad byl poprvé poškozen roku 1480 Turky; podruhé, a vážněji, zase tureckými vojsky během prvního obléhání Vídně (1529). V neklidných dobách následných tureckých vpádů do rakouských zemí sloužil hrad jako útočiště pro obyvatele okolních vsí a jako záložní pevnost. Při druhém tureckém obléhání Vídně (1683) byl však hrad nadobro zničen a zůstaly jen ruiny. Teprve po roce 1807 Jan I. z Lichtenštejna hrad znovu postavil; v druhé polovině 19. století jej v tom následoval vnuk Jan II. z Lichtenštejna, který pevnost zásadně přestavěl ve stylu historismu, kdy např. východní věž byla postavena zcela nově. Další opravy stavby byly provedeny v letech 1949–1953.
Od roku 1960 do 2007 byl hrad ve správě městysu Maria Enzersdorf a využíván jako domov místních skautů. Od roku 1983 se tu konají divadelní představení a od 1995 je využíván pro muzeum pěstování vinné révy. Protože obnova hradu nebyla v silách obce, byla nájemní smlouva v roce 2007 zrušena. Od té doby je hrad ve správě statku a lesní správy ve Wilfersdorfu, jež spadá pod rámec nadace Stiftung Fürst Liechtenstein. V letech 2008/2009 dostal hrad nákladem 400 000 € novou střechu a byly provedeny opravy, na něž přispěl spolkový památkový ústav a země Dolní Rakousy. Hrad byl opět zpřístupněn na jaře 2010.

### Majitelé
Hrad je původním rodovým sídlem knížat z Lichtenštejnska. Každopádně Lichtenštejnové byli do roku 1300 vlastníky. Potom se měnili vlastníci velmi často. Známí byli baroni Khevenhüllerové, o kterých ještě dnes slyšíme na hradě Hochosterewitz v Korutanech[zdroj?]. Mezi vlastníky patřili také Habsburkové či uherský král Matyáš Korvín. V roce 1807 tehdejší kníže Jan I. z Lichtenštejna od knížete Stanislava Poniatowského získal hrad zpět do vlastnictví rodu, který je vlastníkem dodnes. Na konci druhé světové války, v době obsazení sovětskou posádkou, byl hrad znovu silně poškozen a vybavení i archiv poničeny.
Kníže Jan I. z Lichtenštejna dal také v 19. století značně vymýcené lesy alespoň částečně zalesnit zde typickou černou borovicí.

## Zámek Liechtenstein
Za Jana I. z Lichtenštejna byl v roce 1820 jižně naproti hradu postaven zámek jako letní rezidence. Právě na tomto místě byl v roce 1596 statek s dvorem a roku 1683 odstraněn a v roce 1686 byl znovu vybudován. V 19. století zde byl postaven několikatraktový zámek podle plánů architektů Josefa Kornhäusela a Josefa Franze Engela.
Zámek byl po druhé světové válce obsazen sovětskými vojáky a následně využíván jako sběrný tábor pro maďarské uprchlíky v roce 1956. Potom byl zámek Lichtenštejnskem prodán. V roce 1961 bylo východní boční křídlo a pomocná budova značně opotřebené, 1977–1989 byl uzavřen zbytek. Dnes zámek slouží v nových částech jako domov seniorů. V suterénu je zřízeno letní divadlo.

## Jiné stavby Lichtenštejnů v okolí
V roce 1810, jak bylo v tehdejší době obvyklé, se stavěly se umělé zříceniny (napodobeniny staveb) a zřizovaly se hradní nástavby:
- zřícenina Johannesstein (Johannstein) v přírodním parku Sparbach
- Černá věž v Mödlingu, 1810/1811 na místě dřívější strážní věže (dokumentována 1596) postavena u tamního hradu
- Pfefferbüchsel, umělá zřícenina kaple, asi 1818/1918
- „dalekohled“, skleněná stěna se dvěma lomenými oblouky oken, postaveno kolem 1807
- amfiteátr (Koloseum) jihovýchodně od hradu, v Maria Enzersdorfu, postavený v letech 1810/1811 jako pseudořímská ruina s 16 oblouky a mohutnými sloupy, v kombinaci s dórskými sloupy
- zřícenina Rauchkogel v Maria Enzersdorfu, kruhová věž vyzděná z lomového kamene
- pseudořímská zeď v Hinterbrühel na Haltenkogelu, postavená kolem 1826 (fragmenty zdiva a kleneb)
- Chrám husarů na Malém Anningeru (494 m n. m.)